# Pueblo Uranga
Pueblo Uranga (o Uranga) es una localidad del departamento Rosario, provincia de Santa Fe, República Argentina. Se ubica 30 km al Sur de la ciudad de Rosario y 210 km de la capital provincial, Santa Fe. Con acceso a la RP 18 conectándola también con la ciudad de Pergamino de la cual distan 82 km.

## Creación de la Comuna
- 27 de julio de 1948.

## Geografía

### Población
Cuenta con 927 habitantes (Indec, 2010), lo que representa un descenso frente a los 957 habitantes (Indec, 2001) del censo anterior.
| Gráfica de evolución demográfica de Pueblo Uranga entre 1991 y 2010 |
|                                                                     |
| Fuente: Censos nacionales del INDEC                                 |

### Clima
Su clima es húmedo y templado en la mayor parte del año. Se lo clasifica como clima templado pampeano, es decir que las cuatro estaciones están medianamente definidas. Es propicio para las actividades agropecuarias; la temperatura es en general benigna, pues su media oscilan los 15 °C. Las lluvias se dan a lo largo de todo el año, menos en la época invernal, con algunas heladas. También influencian en la zona los vientos Sudestada, húmedo; Norte, cálido; Pampero, frío y seco, propios de la pampa húmeda.
Hay una temporada calurosa desde octubre a abril (de 18 °C a 36 °C) y una fría entre principios de junio  y la primera mitad de agosto (con mínimas en promedio de 5 °C y máximas promedio de 16 °C), oscilando las temperaturas promedio anuales entre los 10 °C (mínima), y los 23 °C (máxima). Llueve más en verano que en invierno, con un volumen de precipitaciones total de entre 800 y 1300 mm al año (según el hemiciclo climático: húmedo "1870 a 1920" y "1973 a 2020"; seco "1920" a 1973").
Casi no existen (de baja frecuencia) fenómenos climáticos extremos en Uranga: vientos extremos, nieve, hidrometeoros severos. La nieve es un fenómeno excepcional; la última nevada fue en 2007, la penúltima en 1973; y la antepenúltima en 1918. El 9 de julio de 2007, nevó en la localidad. 
Un riesgo factible son los tornados y tormentas severas, con un pico de frecuencia entre octubre y abril. Estos fenómenos se generan por los encuentros de una masa húmeda y cálida del norte del país y una fría y seca del sector sur argentino.
Humedad relativa promedio anual: 76 %

### Sismicidad
El último terremoto fue a las 3.20 UTC-3 del 5 de junio de 1888 (ver terremoto del Río de la Plata en 1888). 
La región responde a las subfallas «del río Paraná», y «del río de la Plata», y a la falla de «Punta del Este», con sismicidad baja; y su última expresión se produjo hace 137 años, con una magnitud aproximadamente de 4,5 en la escala de Richter

## Educación
1. Escuela primaria Maria Menvielle N.º 6.196
2. Escuela secundaria José Pedroni N°270

## Santa Patrona
- Inmaculada Concepción, festividad: 8 de diciembre .